# Aurelio González Puente
Pour les articles homonymes, voir Aurelio González et González.
Aurelio González Puente, qui figure dans les palmarès publiés à l'époque où il court sous le nom d'Aurelio Gonzales, né le 26 juillet 1940 à Trucíos en Biscaye, est un coureur cycliste espagnol. Bon escaladeur, il est un des rares coureurs à avoir remporté le Grand Prix de la montagne de trois des grands tours cyclistes professionnels : Italie, France, et Suisse. Victime d'une grave chute au Tour de France 1969, il ne retrouve plus ensuite l'aisance qu'il avait dans les cols et cesse la compétition en 1971.

## Biographie
Membre de l'équipe KAS, avec laquelle il remporte le classement par équipes du Tour de France 1966, Aurelio Gonzales réalise une bonne saison 1967. 3e de la Vuelta et premier coureur espagnol, il participe au Tour d'Italie où il remporte une demi-étape. Il remporte le grand prix de la montagne  de ce Tour et participe sur les routes italiennes à la victoire de son équipe au challenge collectif. L'année suivante, Aurelio se distingue sur les routes du Tour de France, où paradoxalement il est vainqueur de la 6e étape, Dinard-Lorient, qui n'est pas une des plus pentues de ce Tour. Auteur d'une échappée solitaire, il garde 9 secondes d'avance sur le peloton lancé à ses trousses, et sur le vainqueur du sprint pour la seconde place, un routier rouleur du nom de Walter Godefroot et il termine troisième de la 20e étape. Sur ce Tour, l'équipe d'Espagne conquiert la victoire finale par équipes, après qu'un des siens, Gregorio San Miguel eut porté le maillot jaune dans les Alpes. Aurelio Gonzales, pour sa part est vainqueur du grand prix de la montagne de ce Tour de France. En 1969, c'est au Tour de Suisse qu'il remporte le grand prix de la montagne. Il termine second du classement général remporté par le champion du monde en titre, l'Italien Vittorio Adorni. Et, comme dans les épreuves précédemment citées, il remporte avec l'équipe KAS le classement par équipes. Peu de semaines après, au Tour de France, il chute au cours de la 5e étape, Nancy-Mulhouse. Le visage en sang, ce coureur attachant et peu expansif est contraint à l'abandon.

## Équipes
De 1964, année où il passe chez les professionnels, à 1970 Aurelio Gonzales porte les couleurs de l'équipe espagnole KAS.

## Palmarès

### Palmarès année par année
| - 1964 - Champion d'Espagne par équipes (avec l'équipe de la Biscaye) - Tour de Catalogne amateurs - 1965 - 3e du Grand Prix des Asturies - 1966 - Champion d'Espagne des régions - 4e étape du Critérium du Dauphiné libéré - 3e du Tour de la province de Madrid - 3e de la Prueba Villafranca de Ordizia - 3e de la Clásica a los Puertos de Guadarrama - 10e du Critérium du Dauphiné libéré - 1967 - Champion d'Espagne des régions - Tour d'Italie : - Grand Prix de la montagne - 22ea étape - 2e du Tour de Suisse - 3e du Tour d'Espagne | - 1968 - 7e étape du Tour de Suisse - Tour de France : - Grand Prix de la montagne - 6e étape - 2e de la Bicyclette basque - 5e du Tour de Suisse - 1969 - 2e du Tour de Suisse - 9e du Critérium du Dauphiné libéré |  |

### Résultats sur les grands tours

#### Tour de France
4 participations
- 1966 : 24e, victoire au classement des équipes avec l'équipe KAS
- 1968 : 13e, vainqueur  du Grand Prix de la montagne, de la 6e étape et du classement par équipes avec l'équipe d'Espagne
- 1969 : abandon (5e étape)
- 1970 : 25e

#### Tour d'Italie
1 participation
- 1967 : 11e, vainqueur  du Grand Prix de la montagne, de la 22ea étape[7] et du classement par équipes avec l'équipe KAS

#### Tour d'Espagne
4 participations
- 1967 : 3e
- 1968 : abandon (16e étape)
- 1969 : 25e
- 1970 : 11e